# Wilhelm Claudius

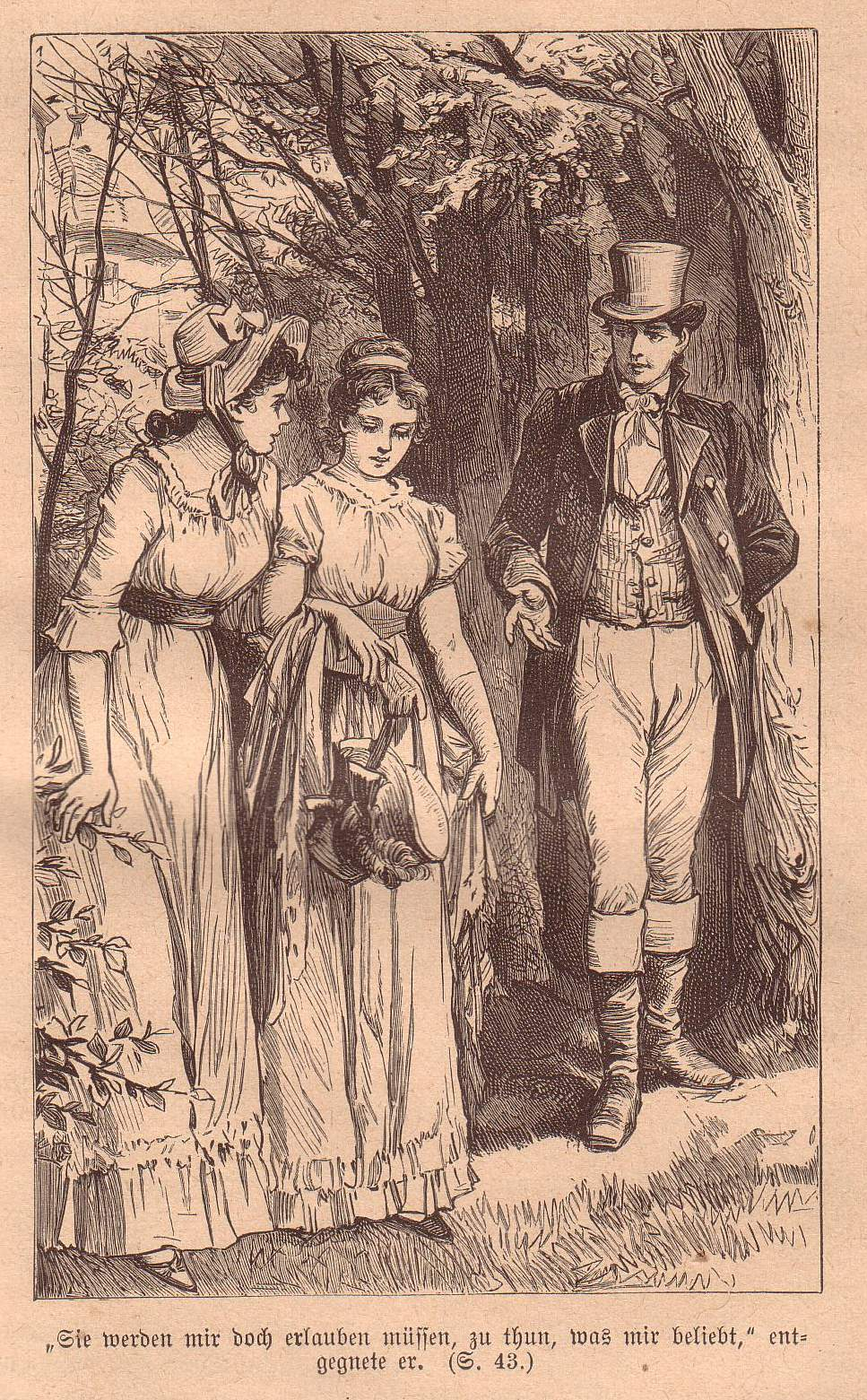
Illustration von Claudius in Marie Nathusius’ Die alte Jungfer

Persönliche Briefkarte von Wilhelm Claudius an seine Schülerin Erna von Dobschütz

Wilhelm Ludwig Heinrich Claudius (* 13. April 1854 in Altona; † 25. September 1942 in Dresden) war ein deutscher Maler des Impressionismus, Zeichner und Illustrator.

## Leben
Wilhelm Claudius war der Urgroßneffe des deutschen Dichters Matthias Claudius. Er war für den jungen Maler-Nachfahren – neben Ludwig Richter – das geistig-künstlerische Vorbild.
Claudius lebte seit 1879 in Dresden, war Mitglied der Künstlerkolonie Goppeln und gehörte Ende des 19. Jahrhunderts zu den gefragtesten Illustratoren. Zu dieser Zeit hatte er sein Atelier in der Residenzstraße 20 in Dresden-Strehlen. 1885 hielt sich Wilhelm Claudius zu einem Studienaufenthalt bei Carl Bantzer in Niederwalgern in der Schwalm auf. Er gehörte kurzzeitig der Willingshäuser Malerkolonie an.
Seine Korrespondenz erledigte er mit von ihm entsprechend illustriertem Briefpapier, so auch am 13. Januar 1900 an seine Schülerin Erna von Dobschütz, die sich sowohl bei ihm als auch bei Robert Sterl angemeldet hatte (siehe Foto).
In der Künstlerkolonie Goppeln bei Dresden knüpfte Claudius enge Freundschaften zu bekannten Künstler-Kollegen wie Gotthardt Kuehl, Carl Bantzer, Robert Sterl, Max Pietschmann, Sascha Schneider, Hans Unger, Georg Müller-Breslau, Otto Fischer, Emil Voigtländer-Tetzner, Walter Besig, Hermann Gattiker, Oskar Kruse oder Max Seliger. Später arbeiteten auch die „Brücke“-Maler (Künstlervereinigung ab 1905 in Dresden) Ernst Ludwig Kirchner und Max Pechstein kurzzeitig in Goppeln.
Wilhelm Claudius war Mitglied im Deutschen Künstlerbund.

## Buchillustrationen (Auswahl)
- Wilhelmine Heimburg: Lumpenmüllers Lieschen (1878/1879)
- E. Marlitt: Im Schillingshof (1879)